# الاتحاد الوطني الإفريقي الزيمبابوي
الاتحاد الوطني الأفريقي لزيمبابووي وهي منظمة سياسية عسكرية يسارية تأسست في سنة 1963 وحاربت حكم الأقلية البيضاء في زيمبابوي في حكومة روديسيا وإنشقت من الإتحاد الشعبي الأفريقي في زيمبابوي وفي 1980 فازت في الانتخابات تحت قيادة رئيسها روبرت موغابي وبعد 7 سنوات فاز أيضاً على جوشوا نكومو من حزب زانو.